# Cumann na nGaedheal
Cumann na nGaedheal (IPA:ˈkʊmən nə ˈŋeːl̪ˠ; "Vereniging van de Gaels"), was een politieke partij in de Ierse Vrijstaat, die van 1923 tot 1932 de regering vormde.
De partij kwam voort uit een scheuring van Sinn Féin over het Anglo-Iers Verdrag dat op 6 december 1921 werd gesloten. Het beëindigde de Ierse Onafhankelijkheidsoorlog en regelde de oprichting van de Ierse Vrijstaat, maar veel Ierse republikeinen binnen Sinn Féin vonden dat niet ver genoeg gaan, en wilden een eiland-omvattende onafhankelijke republiek. Anderen meenden dat het noodzakelijk was om het Verdrag te accepteren en het met de Vrijstaat, een van het Verenigd Koninkrijk afhankelijke constitutionele monarchie zonder Noord-Ierland, moesten doen. Conflicten werden zo heftig dat bij de verkiezingen van 16 juni 1922 er twee lijsten meededen onder de naam Sinn Féin, voor en tegen het Verdrag. Enkele dagen later brak de Ierse Burgeroorlog uit tussen voor- en tegenstanders. Eind december 1922 scheidden de voorstanders zich af van Sinn Féin, maar vanwege de oorlog duurde het nog tot 27 april 1923 voordat ze zich hadden gehergroepeerd onder de naam Cumann na nGaedheal voor de eerstvolgende naoorlogse verkiezingen. Aanvankelijk kon de partij niet veel aan het gemilitariseerde regeringsbeleid veranderen.
Op 27 augustus 1923 volgden de parlementsverkiezingen, waarbij Cumann na nGaedheal als Vrijstaterspartij zo'n 40% van de stemmen behaalde. De republikeinen, vertegenwoordigd door Sinn Féin, wonnen ca. 27%. Veel van hun kandidaten en supporters zaten voor, tijdens en de verkiezingen nog steeds gevangen. Omdat Sinn Féin weigerde het nieuwe parlement te erkennen en haar zetels onbezet liet (abstentionisme), kon Cumann makkelijk een regering vormen onder leiding van William Thomas Cosgrave. Hij voerde een gematigde, pragmatische politiek tegenover Groot-Brittannië. Éamon de Valera, voormalig president van de gevallen Ierse Republiek, werkte zich op als partijleider van Sinn Féin, maar merkte daar de meerderheid volhardde in abstentionisme en zodoende nooit Cumann in het parlement aan zou kunnen. Hij en enkele medestanders splitsten zich af en richtten het republikeinse Fianna Fáil op in 1926, dat in 1927 veel zetels op Sinn Féin won, maar Cumann nog niet kon verslaan. In 1932 lukte dat wel en werd Cumann naar de oppositiebanken verwezen. In 1933 fuseerde zij met twee kleinere partijen tot Fine Gael.